# Botrytis
Botrytis P. Micheli ex Pers., 1794 è un genere di funghi ascomiceti della famiglia Sclerotiniaceae.

## Specie principali
- Botrytis allii
- Botrytis cinerea
- Botrytis fabae
- Botrytis hyacinthi
- Botrytis mali
- Botrytis paeoniae
- Botrytis tulipae